# Вілп
Вілп (нід. Wilp) — село в нідерландській провінції Гелдерланд. Входить до муніципалітету Ворст.
До 1818 року мало статус окремого муніципалітету.

## Галерея

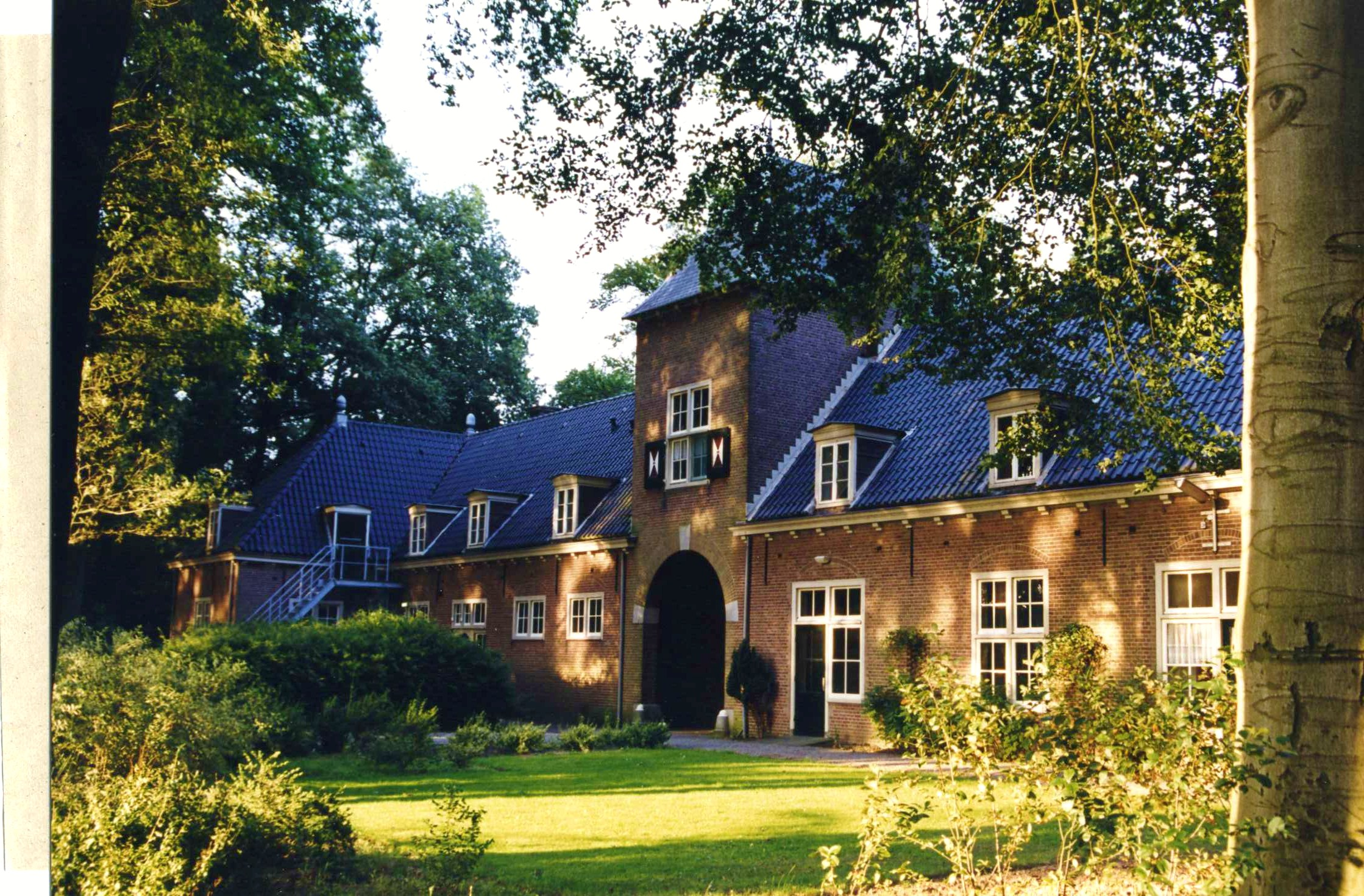
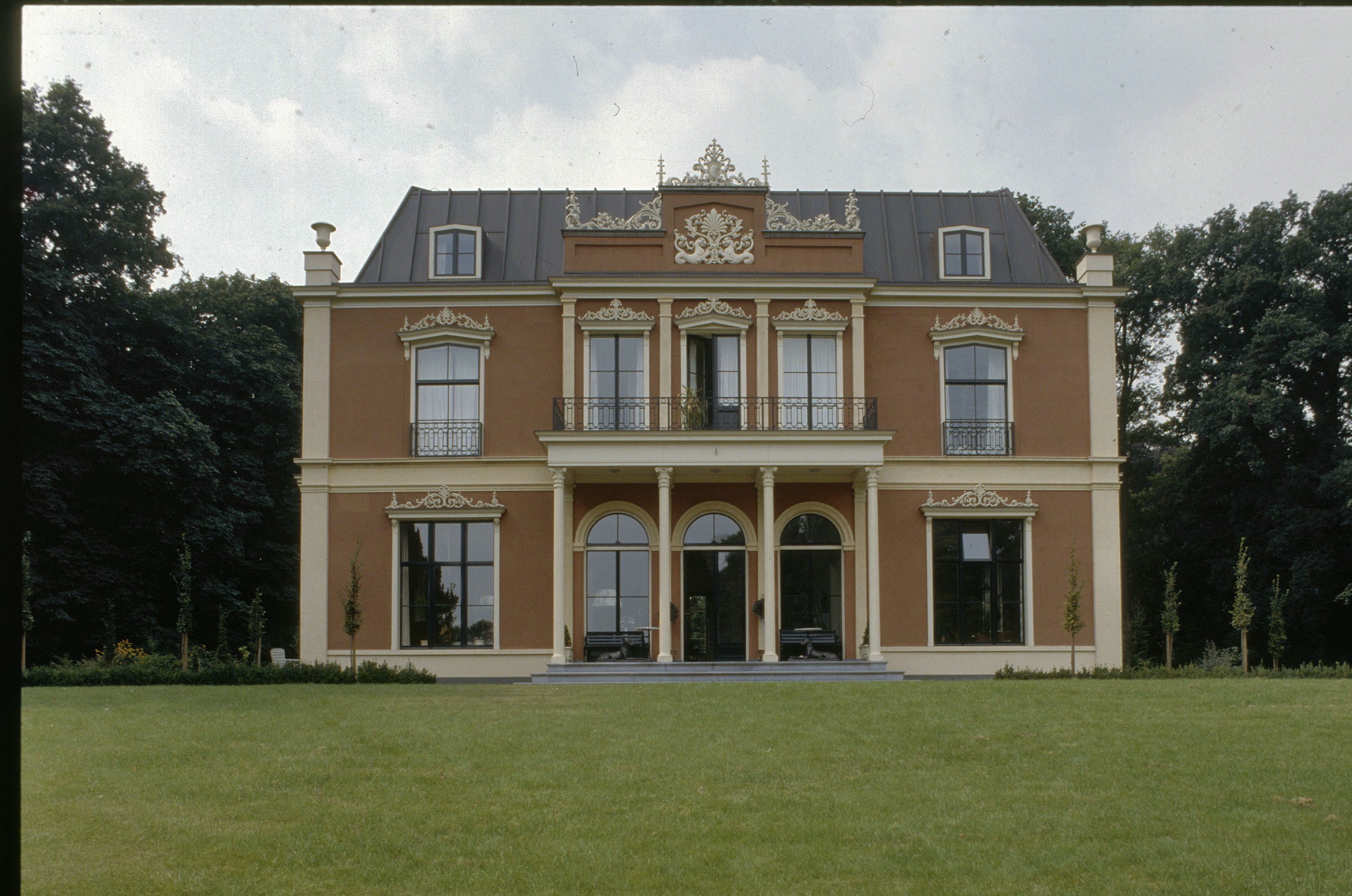
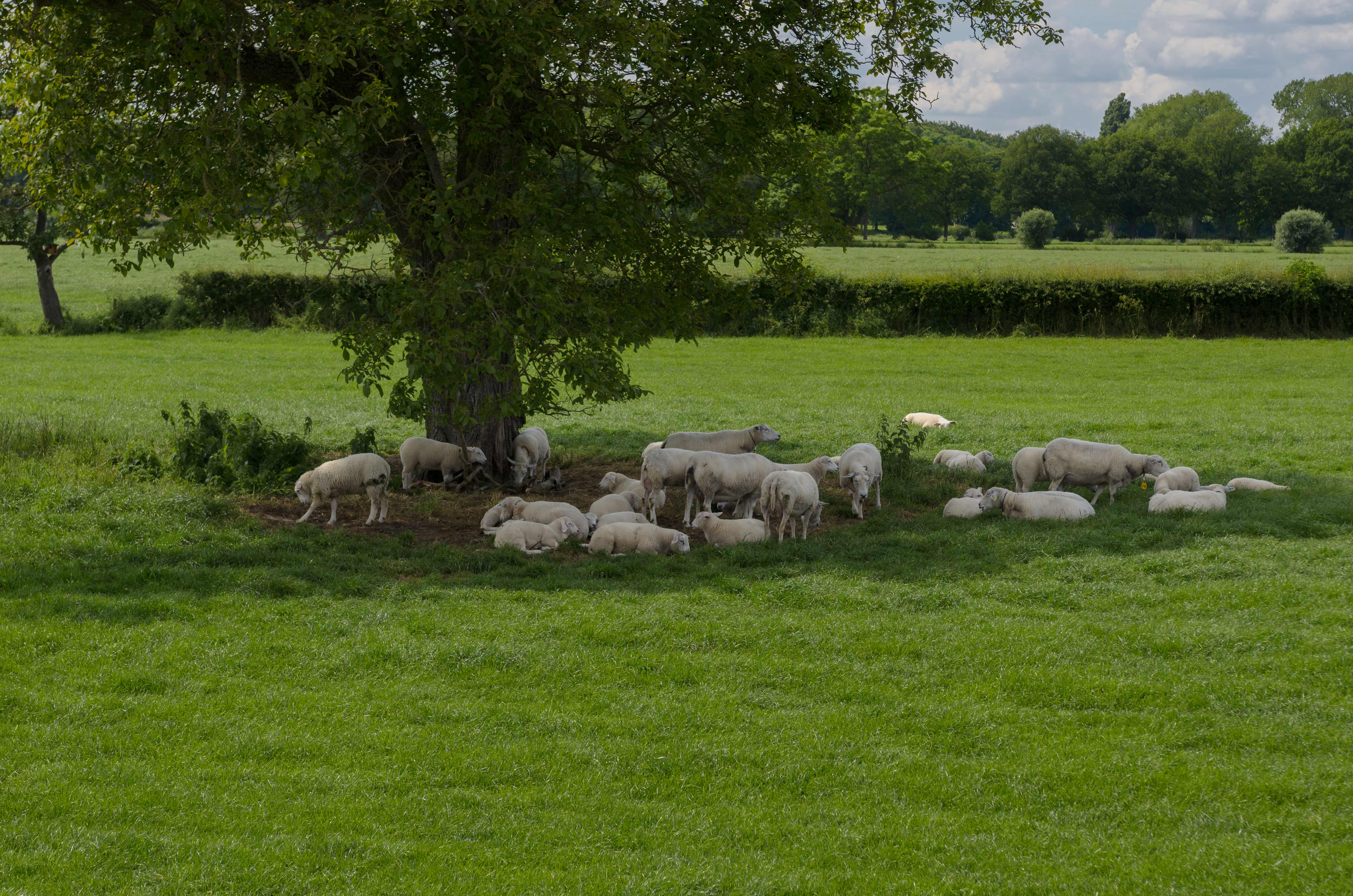
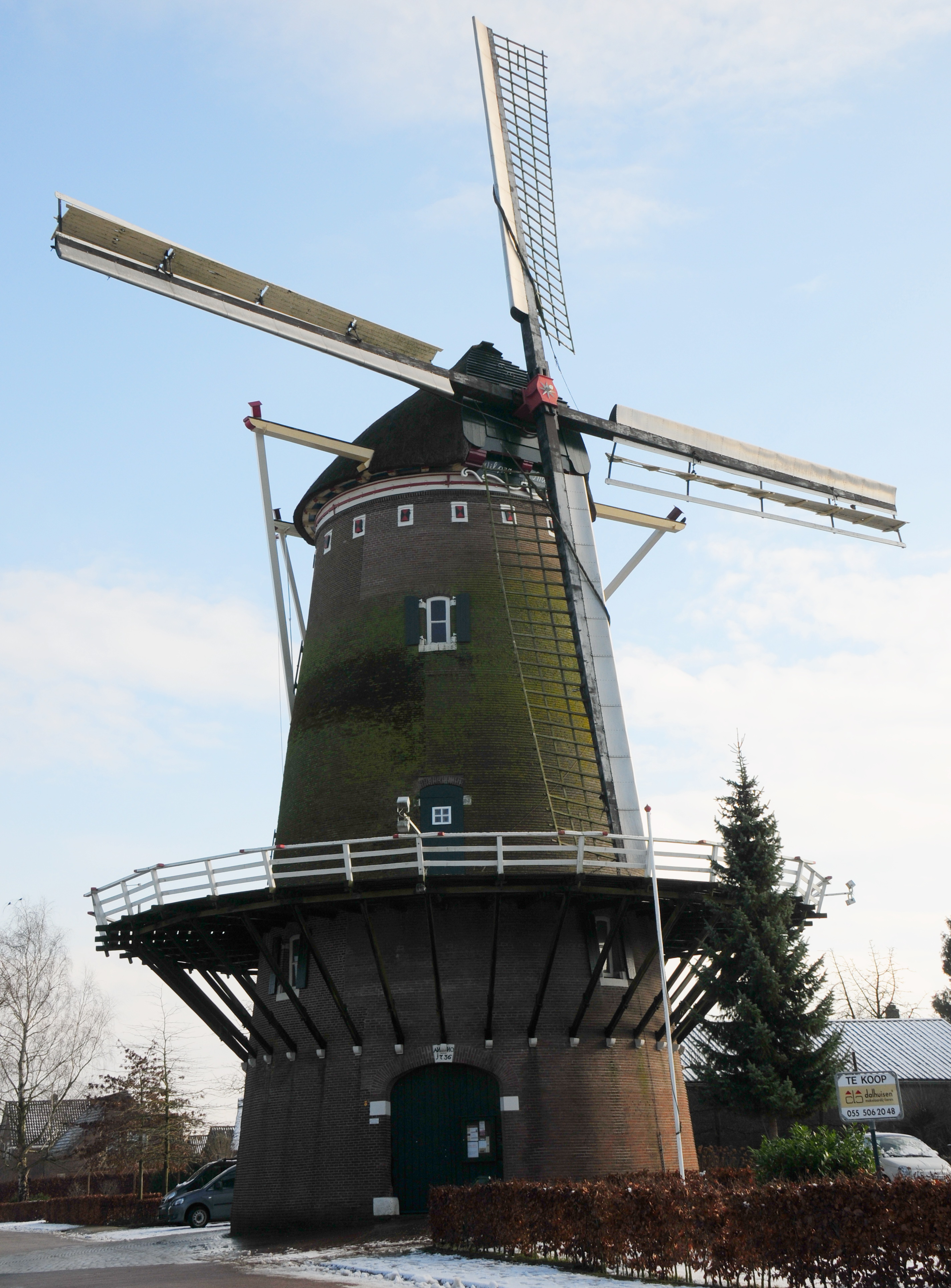